# Фотофон
Фотофо́н — устройство для передачи на расстояние звуков с помощью света. Является первым в мире VLC-устройством.

## Принцип действия
Действие этого прибора основано на свойстве селена изменять электропроводимость под действием световых лучей, отражаемых от зеркала, вибрирующего под влиянием звука.
В фотофоне в качестве получателя сигнала используются кристаллические селеновые ячейки. Материал изменяет электропроводимость под действием световых лучей, то есть проводимость выше, когда темнее, и ниже, когда светлее. Принцип фотофона, таким образом состоял в модулировании светового луча: в результате разной освещённости приёмник будет создавать в селеновых ячейках соответствующее различное сопротивление, которое используется для воссоздания звуков, принятых приёмником. Модулирование светового луча было сделано вибрирующим зеркалом: тонкое зеркало чередовалось между вогнутой и выпуклой формами и таким образом производилась фокусировка или рассеивание света от светового источника. Фотофон работает по аналогии с телефоном лишь с той разницей, что фотофон использует свет для выдачи информации, в то время как телефон использует электричество.

## История
Первые замыслы об устройстве фотофона появились во время исследования свойств селена. В 1878 году, на докладе перед Королевской академией наук, Александр Белл заявил, что «если вы поместите селен в батарею телефона и направите на него солнечный луч, то сможете его услышать, так же как услышать тень». Из этого можно представить возможности для применения селена для сигнализации и для передачи данных.
В январе 1880 года Александр Белл поставил цель – воспроизведение речи при помощи света, о чем написал в своих лабораторных записках. В этом деле Александру помогал Чарльз Самнер Тейнтер (Charles Sumner Tainter), к нему он часто заходил в магазин-мастерскую в Кэмбриджпорте (Cambridgeport) за инструментами и реактивами для своих опытов. 19 февраля 1880 года Александр Белл сделал запись о том, что эта проблема была успешно решена.
Весной 1881 года начались опыты по увеличению дальности передачи. В марте можно было услышать отчетливую речь по фотофону на расстоянии 82 метров, в апреле дальность перешагнула за 200 метров. Но практическое применение фотофона ограничивалось рельефом, погодными условиями и другими факторами, поэтому устройство не нашло практического применения и заинтересованных инвесторов.
Патенты, полученные Александром Беллом и Самнером Тейнтером на фотофон и дополнительные устройства для него:
1. US Patent № 235,199. A.G. Bell. Apparatus for signaling and communicating, called Photophone. Patented Dec 7, 1880[3].
2. US Patent № 235,496. A.G. Bell & S. Tainter. Photophone transmitter. Patented Dec 14, 1880[4].
3. US Patent № 235,497. A.G. Bell & S. Tainter. Selenium Cells. Patented Dec 14, 1880[5].
4. US Patent № 235,590. S. Tainter. Selenium Cells. Patented Dec 14, 1880[6].
5. US Patent № 235,616. A.G. Bell & S. Tainter. Process of treating selenium to increase it's electronic conductivity. Patented Dec 21, 1880[7].
6. US Patent № 241,909. A.G. Bell & S. Tainter. Photophonic receiver. Patented May 24, 1881[8].

## Эксперимент
В Вашингтоне во время эксперимента Белл и Тейнтер провели подтверждённую передачу на расстоянии около 213 м, используя обычный солнечный свет в качестве источника света. Получателем сигнала было параболическое зеркало с селеновыми ячейками в точке фокусировки. Селеновые ячейки изменяли электрическое сопротивление от 300 до 100 Ом.
Хотя фотофон был важным изобретением, прошло много лет, прежде чем значимость работы Белла была полностью признана. Оригинальный фотофон Белла не мог защитить передачи от внешних помех, подобных облакам, которые легко нарушали передачу. До развития современной волоконной оптики отсутствие технологии надежной доставки света препятствовало использованию изобретения Белла. Фотофон Белла признан предшественником современных волоконно-оптических линий связи, по которым на сегодня передаётся до 80 % всего мирового телекоммуникационного трафика.